# 大逆转裁判2 -成步堂龙之介的觉悟-
《大逆转裁判2 -成步堂龙之介的觉悟-》是由卡普空开发的文字冒险游戏，于2017年8月3日在任天堂3DS平台发行。本作的故事接续前作《大逆转裁判 -成步堂龙之介的冒险-》。本作最早在2016年9月17日的东京电玩展上公佈遊戲正在开发中。在遊戲發售後，游戏售出8.6万套。
2021年4月22日，卡普空宣布《大逆轉裁判1&2 成步堂龍之介的冒險與覺悟》於2021年7月29日在任天堂Switch、PlayStation 4及Steam平台全球同步發售。